# Roberta Findlay
Roberta Findlay (dont le nom de jeune fille est Roberta Hershkowitz), née en 1948 à New York, est une cinéaste, directrice de la photographie et productrice américaine. Elle est surtout connue pour son travail dans le domaine du cinéma d'exploitation, notamment pornographique. Elle a réalisé les films les plus étranges, sordides et pervers de l'époque. Roberta Findlay est une « icône » de l’âge d’or du grindhouse.

## Biographie
Roberta Findlay a grandi dans un quartier d'immigrants juifs européens dans le Bronx. Elle a été mariée à Michael Findlay (en) (1938-1977). Ensemble, ils ont tourné plusieurs films de sexploitation grivois et sado-masochistes, notamment la trilogie de la chair (1967-68). 
Michaël Findley commence sa carrière à New York dès 1964. Son épouse Roberta, âgée de seulement seize ans, est de suite sa complice notamment aux lumières et à la photographie particulièrement soignées. Michael et Roberta Findlay ont réalisé des films d'exploitation percutants et sournois qui mêlaient sexe et violence et convenaient donc parfaitement aux cinéphiles blasés qui fréquentaient les salles grindhouse de New York, dans la 42ème rue. Leur œuvre se distingue par une opportune utilisation des décors réels. Le couple divorce en 1971, année où Roberta Findlay réalise son premier porno hardcore (The Altar of Lust). Elle a alors 23 ans. Lui se tourne vers la recherche expérimentale dans le domaine technique des caméra 3D. Il meurt le 16 mai 1977 dans un accident d'hélicoptère. Roberta Findley poursuit sa carrière pendant une petite quinzaine d'années, jusqu'à ce que le contexte de production devienne défavorable. Elle est reconnue pour être une pionnière du cinéma pornographique où elle s'est fait remarquer pour ses mises en scène sophistiquées, notamment au niveau des lumières. 
Parmi ses films : Anyone But My Husband (1975), Fantasex (1976) et Mystique (1979).
À l'âge de 35 ans, Roberta Findley se recycle vers les films de genre (surtout horreur) à petits moyens produits pour le marché VHS, comme le brutal, sauvage et vicieux Tenement_(film) (en) (1985), avant de laisser tomber le cinéma à l'âge de 41 ans. Ensuite, elle ouvre, toujours à New York, un studio d'enregistrement sonore avec son associé le musicien Walter Sear (en) (1930–2010), un proche de Robert Moog.

## DVD
La plupart des films de Roberta Findlay ont été édités en DVD, souvent numérisés en 2k par l'éditeur Vinegar Syndrome (company) (en). L'éditeur français Uncut Movies, spécialisé dans le cinéma bis et les séries Z, a traduit deux films de sa dernière période,. 

## Filmographie

### Actrice
- 1964 : Body of a Female : Cindy
- 1965 : Satan's Bed : Une attachée à la table de billard
- 1966 : Take Me Naked : Elaine
- 1967 : The Touch of Her Flesh : La fille en rêve
- 1967 : Lusting Hours : Une prostituée/une fille des rues/une call girl
- 1968 : The Kiss Of her Flesh : La narratrice
- 1970 : Janie : La narratrice/Roberta
- 1971 : The Slaughter : Carmela (Voix)
- 1972 : Excitations : Rosebud (Voix)
- 1974 : Les grandes chaleurs (Angel Number 9) : Stephanie
- 1976 : Sweet, Sweet Freedom :  La diététicienne de l'hôpital
- 1976 : Dear Pam : Miss Klug
- 1976 : Anyone But My Husband : Une passante dans la rue
- 1977 : Raw Footage : Une femme de ménage
- 1982 : Liquid A$$ets : Une femme qui est flashée par Quim